# 奉天协和洋行
奉天协和洋行是一家曾位于奉天满铁附属地的洋行，主要经营业务为烟草制造及销售。协和洋行原址为辽宁省沈阳市和平区南京北街113号。目前，该建筑现已不存。

## 简介
1918年12月，日本人蕨冈胜太郎由朝鲜烟草株式会社转至奉天，任出张所会计主任。1920年2月，蕨冈胜太郎在满铁附属地内的富士町成立奉天协和洋行，在满铁附属地内制造及贩卖三星、秋津、金鸟等品牌的烟草。